# دوري آيسلندا الممتاز 1915
دوري آيسلندا الممتاز 1915 (بالآيسلندية: Efsta deild karla í knattspyrnu 1915)‏ هو الموسم 4 من  دوري آيسلندا الممتاز. كان عدد الأندية المشاركة فيه  3، وفاز فيه نادي فرام.